# Sarah Düster
Sarah Düster née le 10 juillet 1982 à Wangen im Allgäu, est une coureuse cycliste allemande.

## Biographie
Son père Roland est commercial et sa mère Marita est mère au foyer. Son frère Markus est également cycliste. Elle commence le cyclisme en 1994 et remporte quelques succès dans les catégories jeunes. En 1997, elle termine troisième des championnats d'Allemagne sur route cadettes et monte sur le podium de plusieurs disciplines lors des championnats nationaux sur piste. L'année suivante, elle est deuxième des championnats sur route chez les juniors. En 2000, elle remporte le titre national en contre-la-montre juniors. Elle prend la huitième place des championnats du monde sur route. En 2001 et 2002, elle court pour la Team Stuttgart. En 2002, elle gagne le classement de la meilleure jeune du Tour de Thuringe. L'année suivante, elle remporte la coupe d'Allemagne. En 2003, elle rejoint l'équipe Redbull Frankfurt. En 2005, elle est membre de l'équipe Therme Skin Care. Elle accumule les places d'honneur sur des étapes de courses à étapes internationales. En parallèle du cyclisme, elle suit une formation d'éducatrice de 2002 à 2006,.
De 2006 à 2010, Sarah Düster court pour l'équipe Univega Pro Cycling Team sous ses divers noms. En 2006, elle est quatrième du Chrono des Herbiers. En 2007, elle termine sixième de l'Open de Suède Vårgårda et à la même place du Chrono des Herbiers. En 2008 et 2009, avec ses coéquipières, elle remporte le contre-la-montre par équipes de Vårgårda. En 2009, elle s'impose sur la deuxième manche du trophée de la côte étrusque qui se déroule à Montescudaio en devançant le peloton de six secondes. Elle gagne en avril le Grand Prix de Dottignies échappée avec trente-huit secondes d'avance sur Trixi Worrack. Sur la manche de Coupe du monde du Tour de Drenthe, elle prend la bonne échappée et se classe quatrième,.
Aux championnats du monde 2009, elle ne peut prendre le départ, la fédération ayant oublié de l'inscrire pour la course. De nouveau sélectionnée l'année suivante, elle ne peut prendre le départ à cause d'une chute à l'entrainement. En 2010, elle remporte une étape du Tour de Thuringe et le prologue de la Route de France, où elle prend également la dixième place du classement général. Elle court donc son premier championnat du monde en 2011 et finit cinquante-sixième. Cette année-là, elle court pour l'équipe Nederland Bloeit qui devient Stichting Rabo Women en 2012.
Elle prend sa retraite fin 2012.

## Palmarès sur route
- 2000
  -  Championne d'Allemagne du contre-la-montre juniors
  - 8e des Championnats du monde du contre-la-montre juniors
- 2003
  - 3e du Krasna Lipa Tour Féminine
- 2005
  - 9e du Tour de Nuremberg (Cdm)
- 2007
  - Prologue du Tour de Thuringe (Contre-la-montre par équipes)
  - 6e de l'Open de Suède Vårgårda (Cdm)
- 2008
  - Contre-la-montre par équipes de Vårgårda (cdm)
  - 3e du Krasna Lipa Tour Féminine
- 2009
  - Contre-la-montre par équipes de Vårgårda (Cdm)
  - Grand Prix de Dottignies
  - Trofeo Costa Etrusca: GP Comuni Ribardella - Montescudaio
  - Multidigitaal.nl - Blauwe Stad T.T.T. (Contre-la-montre par équipes)
  - 4e du Tour de Drenthe (Cdm)
- 2010
  - Prologue de la Route de France
  - 5e étape du Tour de Thuringe
  - 3e du Tour de République Tchèque
  - 6e du Tour de Drenthe (Cdm)
- 2011
  - 3e du RaboSter Zeeuwsche Eilanden
- 2012
  - 3e du Circuit de Borsele

## Classement UCI
| Année          | 2002 | 2003 | 2004 | 2005 | 2006 | 2007 | 2008 | 2009 | 2010 | 2011 | 2012 |
| Classement UCI | 127e | 92e  | 110e | 72e  | 56e  | 81e  | 89e  | 30e  | 35e  | 77e  | 97e  |